# PerfectGoal
PerfectGoal ist ein Fußball-Manager-Browserspiel, das von dem Unternehmen Art-e-Fakten aus Hannover in Zusammenarbeit mit dem ehemaligen Profi-Fußballspieler und Weltmeister Gerd Müller entwickelt und betrieben wird. Das Spiel trägt daher auch den Namenszusatz „Gerd Müllers PerfectGoal“. Offizieller Spielbeginn war am 1. Oktober 2009, inzwischen ist das Spiel offline und der Spielbetrieb wurde eingestellt.

## Spielprinzip

### Allgemein
Das Spiel richtet sich einerseits an Fußballfans und -kenner, aber auch an Spieler, die Aufbau- bzw. Wirtschaftssimulationen bevorzugen und denen der Schwerpunkt Vereinsmanagement wichtiger ist als der sportliche Erfolg.
Jeder Spieler wählt bei der Registrierung zunächst die Zeitzone, in der er spielen möchte, denn die Partien finden jeweils zu festen Tageszeiten statt. Man kann um 07:30, 10:15, 13:00, 15:45, 18:30 und um 21:15 ein Spiel bestreiten. Jede Partie läuft dabei in Echtzeit einschließlich 15-minütiger Halbzeit ab.
Ein neuer Benutzer erhält ein Basisstadion und einen Kader von 15 Mann einschließlich Trainer. Die neue Mannschaft ist noch sehr jung und wenig trainiert. Im Laufe des Spiels wächst durch Training, Spielerkäufe und Nachwuchsarbeit die Stärke des Kaders mit jedem Tag.
Man beginnt auf einem Vorrundenserver, auf dem die drei Spielzeiten ab 15:45 Uhr jeweils mit einem Spiel belegt sind. Dabei gilt es herauszufinden, wie die Spieler auf dem Platz am besten aufzustellen, einzusetzen und zu trainieren sind.
Während eines Spiels kann durch Änderungen an Taktik und Einsatz, durch Spielzüge wie Pressing oder Konter und durch Zuschaueraktivitäten Einfluss auf den Spielverlauf genommen werden.

### Spieloberfläche
Das Spiel ist grafisch ausgestaltet. Zahlreiche Ansichten wie das Managerbüro, das Vereinsgelände oder sämtliche Ausbauten sind als 3D-Grafiken realitätsnah angelegt. Die Aufstellung für ein Spiel wird per Drag and Drop von der Spielerbank aus vorgenommen, kann aber auch auf Wunsch automatisch vom System ausgeführt werden. Einziges Flash-Element im Spiel ist derzeit das Glücksrad. Hierzu bekommt jeder Spieler täglich einen Chip, um das Rad zu drehen. 80 verschiedene Gewinne werden dabei ausgeschüttet, die beispielsweise Jetons (die Spielwährung) oder auch Gegenstände und Lizenzen enthalten können.
Zur Verfolgung eines oder mehrerer Matches öffnet man den „Live-Ticker“, in welchem minütlich die neuesten Ereignisse der Partie angezeigt werden, in dem man aber auch die Spielzüge starten oder über die Zuschauer für Unterstützung sorgen kann.

### Saisons, Meisterschaften und Pokale
Ist der neue Nutzer nach ein paar Tagen bereit, seine Mannschaft in Ligaspielen zu messen, wählt er einen Ligaserver zum Aufstieg aus. Diese Ligaserver gibt es ebenfalls in unterschiedlichen Zeitzonen. Ein Wechsel auf Ligaserver kann immer montags stattfinden, denn Saisonbeginn ist jeweils am Dienstag und die Länderserver laufen jeweils um eine Woche versetzt.
Eine Saison dauert 34 Spieltage und den anschließenden spielfreien Montag. Es gibt auf jedem Ligaserver 63 Ligen mit jeweils 18 Teams, also insgesamt 1134 Mannschaften. Diese sind in Form einer Pyramide angeordnet.
Die Profi-Ligen:
- eine 1. Liga
- zwei 2. Ligen
- vier 3. Ligen

Die Amateur-Ligen:
- acht 4. Ligen
- sechzehn 5. Ligen
- zweiunddreißig 6. Ligen

Jeweils abends um 18:30 Uhr finden die Ligaspiele statt. Die Wertungen und damit die Tabellen werden nach den allgemein gültigen Fußballregeln geführt.
In jeder Saison findet zusätzlich mindestens ein Pokalturnier (PerfectCup) statt. Hier spielen die Teams um 21:15 nach dem K.-o.-System gegeneinander und die drei besten jedes Servers erhalten einen Pokal für die Mannschaftsübersicht.

### Stadion und Peripherie
Parallel zum Spielbetrieb kann der Spieler sein Stadion mit Tribünen, Stehplätzen, Sitzplätzen, Logen und VIP-Boxen ausbauen, sowie in etwa 200 Ausbaustufen Elemente wie Flutlicht, Anzeigetafeln, Trainerbänke, aber auch Hotels, Fanshops oder ein Jugendinternat ausbauen. Ausbauqualität und Eintrittspreise wirken sich zusammen mit den Faktoren Wetter, Liga und Gegner auf die Zuschauerzahlen und somit auf die Einnahmen des Vereins aus.

## Monetarisierung
Das Spiel finanziert sich über den Verkauf von Gegenständen, die den Spielkomfort erhöhen oder zusätzliche Funktionen bereitstellen. Im Itemshop kann der Spieler unter anderem Motivationsgeschenke, Trommeln für die Zuschauer, Chips für das Glücksrad oder auch Managerlizenzen erwerben. Diese Lizenzen enthalten zahlreiche andere Items und erweiterte Ansichten, mit denen man zum Beispiel die Trainingsstärke des Gegners besser einschätzen, länger vorausplanen oder den Talentwert eines Spielers auf dem Transfermarkt erkennen kann.
Einzige kostenpflichtige Beschränkung für den regulären Spielbetrieb ist die Profi-Zulassung für die obersten drei Ligen. Sie kostet 1,50 Euro monatlich, kann aber auch am Glücksrad gewonnen werden. Mit dem Erwerb der sogenannten „Times“ kann der Spieler zudem viele zeitintensive Vorgänge verkürzen, also Ausbauten schneller fertigstellen, Verletzungen schneller kurieren oder auch den Aufenthalt im Trainingslager reduzieren. Das Spiel ist bisher vollkommen frei von Werbebannern oder Anzeigen.

## Entwicklung
Das gesamte Spiel wurde in mehrere Sprachen übersetzt und kann derzeit auf Deutsch, Englisch, Französisch, Spanisch, Portugiesisch, Russisch, Polnisch, Bulgarisch und Türkisch gespielt werden. Auch der Support ist in diesen Sprachen verfügbar. Seit Spielstart haben sich über 110.000 Nutzer aus aller Welt bei PerfectGoal registriert. Den derzeit größten Anteil der rund 40.000 Aktiven bilden darunter die Spieler aus Deutschland und Polen. Im Spiel enthalten sind je Sprache eine Shoutbox zum Chatten sowie ein Nachrichtensystem.
Ab Mai 2010 war PerfectGoal auch im Portfolio des Publishers und Browsergame-Portals Playnik enthalten.

## Rezeption
Im Dezember 2009 wurde PerfectGoal vom Portal browsergames.de für die beste Grafik, den höchsten Spielspaß und als bestes Spiel der Kategorie Sport ausgezeichnet.